# Eurotiomycetes
Eurotiomycetes este o clasă din încrengătura Ascomycota și cuprinde 7 ordine (Chaetothyriales, Pyrenulales, Verrucariales, Coryneliales, Eurotiales, Onygenales, Mycocaliciales) cu numeroase specii saprofite sau parazite. Printre genuri se numără Epidermophyton, Microsporum, Trichophyton, Aspergillus, Penicillium, Elaphomyces.